# Kristie Boogert
Kristie Boogert (Rotterdam, 1973. december 16. –) holland teniszezőnő. 1991-ben kezdte profi pályafutását és 2003-ban vonult vissza. Egyéniben két ITF, párosban három WTA és négy ITF-tornát nyert meg. Legjobb világranglista-helyezése huszonkilencedik volt, ezt 1996 februárjában érte el.
2000-ben a nyári olimpián párosban ezüstérmes Miriam Oremans párjaként.

## Eredményei Grand Slam-tornákon

### Egyéniben
| Torna           | 2002   | 2001   | 2000   | 1999   | 1998   | 1997   | 1996   | 1995   | 1994   | 1993   | 1992   |
| --------------- | ------ | ------ | ------ | ------ | ------ | ------ | ------ | ------ | ------ | ------ | ------ |
| Australian Open | 2. kör | 1. kör | 2. kör | 1. kör | 2. kör | 3. kör | 3. kör | 3. kör | 2. kör | -      | -      |
| Roland Garros   | -      | 1. kör | 1. kör | 2. kör | -      | 1. kör | 2. kör | 2. kör | 2. kör | 2. kör | 1. kör |
| Wimbledon       | -      | 2. kör | 2. kör | 2. kör | 2. kör | 1. kör | 3. kör | 3. kör | 3. kör | 1. kör | -      |
| US Open         | -      | -      | 3. kör | -      | 1. kör | 1. kör | 2. kör | 1. kör | 1. kör | 2. kör | -      |

## Év végi világranglista-helyezései
| Év       | 1991 | 1992 | 1993 | 1994 | 1995 | 1996 | 1997 | 1998 | 1999 | 2000 | 2001 | 2002 | 2003 |
| Helyezés | 332. | 164. | 102. | 53.  | 35.  | 61.  | 84.  | 84.  | 88.  | 66.  | 146. | 140. | 309. |